# フロワッサール (エルガー)
『フロワッサール』（Froissart）作品19は、エドワード・エルガーが作曲した演奏会用序曲。ウォルター・スコットの『Old Mortality』を読んでジャン・フロワサールに惹きつけられた作曲者は、14世紀の彼の伝記に着想を得てこの曲を作曲した。

## 概要
『フロワッサール』は1890年のスリー・クワイアズ・フェスティバルの一環としての世俗曲コンサート用に、ウスター音楽祭の委嘱で作曲された。アリスとの結婚を機に大志を抱いてロンドンへと居を移したエルガーにとって、得られた大きな仕事が自分の地元からの委嘱だったというのは皮肉な結果であった。同年春季に作曲が進められて7月に完成されると、エルガーにとってフル・オーケストラを用いた最初の大規模作品となった。初演は作曲者自身の指揮により、1890年9月9日にウスターで行われた。

## 構成
アレグロ・モデラート 4/4拍子 変ロ長調
この作品は単楽章からなり、演奏時間は15分弱である。
エルガーが楽譜の草稿に記したモットーは、ジョン・キーツの1817年の詩文から採られている。「女騎士が高らかに槍を掲げたとき （When Chivalry lifted up her lance on high）」。曲は生き生きとした騎士的なファンファーレで始まるが（譜例）、その次に続く主題の提示が長すぎて散漫であるとする指摘がある。

譜例
しかし、明らかに初期作品でありながらも、曲には円熟期のエルガーを思わせる部分もある。ウィリアム・ヘンリー・リードは「練習番号Bから9小節目の嬰ト音より2オクターヴと半音を素早く駆け上がってイ音に至る」箇所を抜き出し、「極めて多量の発想表記を散りばめる習慣が染みつきつつある」ために指揮者には「自分自身の表現を盛り込む余地がごく僅か」しか残されていないと指摘している。しかしながら、曲に未熟さが見られるという点については広く意見が一致している。音楽評論家のマイケル・ケネディは「弱く長すぎる展開」と「未消化な」他の作曲家の影響について指摘を行っている。エルガー自身もこの作品が長すぎると結論付けているが、より個性的で成熟した作品を書くようになってからも『フロワッサール』について「良い、健康的なものだ」と記している。
『フロワッサール』は描写音楽ではなく、後年書かれた『フォルスタッフ』や『コケイン』とすら異なり、物語を語る内容にはなっていない。幅広い表現方法によって雰囲気や風俗を想起させているのである。